# Cheyenne (Wyoming)
Cheyenne es la capital del estado de Wyoming, en los Estados Unidos. Para el censo de 2011, contaba con una población estimada de 45 mil habitantes. Es la sede del condado de Laramie y la ciudad más grande del estado. Fue fundada en 1867, y renombrada por el presidente Ulysses S. Grant.
Tiene un área total de 57,9 kilómetros cuadrados y una densidad poblacional de 969.6 habitantes por kilómetro cuadrado. La ciudad fue la sede de la aerolínea Great Lakes Airlines.

## Clima y geografía
Cheyenne está localizado en 41°8′44″N 104°48′7″O / 41.14556, -104.80194 (41.145548, -104.802042). Situada cerca de la esquina sureste del estado, es una de las ciudades menos centralmente localizadas de la nación (junto a Carson City en Nevada y Juneau en Alaska).
De acuerdo al censo de Estados Unidos, la ciudad tiene un área total de 54,9 km² (21,2 mi²). 54,7 km² (21,1 mi²) son tierras y sólo 0,2 km² (0,1 mi²) (0,38%) corresponde a agua.

### Clima
Cheyenne, al igual que la mayoría del resto de Wyoming, tiene un clima que es semiárido. Los inviernos son fríos y moderadamente largos, pero relativamente seco, con un promedio de temperatura en enero de -1,6 °C. Los veranos son cálidos y constituyen la estación lluviosa, con un promedio máximo de temperatura en julio de 21,2 °C.
| Parámetros climáticos promedio de Cheyenne Regional Airport, Wyoming (normales 1991–2020, extremos 1872−presente) | Parámetros climáticos promedio de Cheyenne Regional Airport, Wyoming (normales 1991–2020, extremos 1872−presente) | Parámetros climáticos promedio de Cheyenne Regional Airport, Wyoming (normales 1991–2020, extremos 1872−presente) | Parámetros climáticos promedio de Cheyenne Regional Airport, Wyoming (normales 1991–2020, extremos 1872−presente) | Parámetros climáticos promedio de Cheyenne Regional Airport, Wyoming (normales 1991–2020, extremos 1872−presente) | Parámetros climáticos promedio de Cheyenne Regional Airport, Wyoming (normales 1991–2020, extremos 1872−presente) | Parámetros climáticos promedio de Cheyenne Regional Airport, Wyoming (normales 1991–2020, extremos 1872−presente) | Parámetros climáticos promedio de Cheyenne Regional Airport, Wyoming (normales 1991–2020, extremos 1872−presente) | Parámetros climáticos promedio de Cheyenne Regional Airport, Wyoming (normales 1991–2020, extremos 1872−presente) | Parámetros climáticos promedio de Cheyenne Regional Airport, Wyoming (normales 1991–2020, extremos 1872−presente) | Parámetros climáticos promedio de Cheyenne Regional Airport, Wyoming (normales 1991–2020, extremos 1872−presente) | Parámetros climáticos promedio de Cheyenne Regional Airport, Wyoming (normales 1991–2020, extremos 1872−presente) | Parámetros climáticos promedio de Cheyenne Regional Airport, Wyoming (normales 1991–2020, extremos 1872−presente) | Parámetros climáticos promedio de Cheyenne Regional Airport, Wyoming (normales 1991–2020, extremos 1872−presente) |
| Mes | Ene. | Feb. | Mar. | Abr. | May. | Jun. | Jul. | Ago. | Sep. | Oct. | Nov. | Dic. | Anual |
| --- | --- | --- | --- | --- | --- | --- | --- | --- | --- | --- | --- | --- | --- |
| Temp. máx. abs. (°C)                                                                                              | 21.1 | 21.7 | 25 | 28.9 | 32.8 | 37.8 | 37.8 | 36.7 | 35.6 | 29.4 | 23.9 | 21.1 | 37.8 |
| Temp. máx. media (°C)                                                                                             | 4.4 | 4.8 | 9.5 | 12.7 | 18 | 24.8 | 28.9 | 27.8 | 22.9 | 15.1 | 8.6 | 4.1 | 15.1 |
| Temp. media (°C)                                                                                                  | -1.6 | -1.4 | 2.8 | 6 | 11.3 | 17.3 | 21.2 | 20.1 | 15.3 | 8.1 | 2.3 | -1.8 | 8.3 |
| Temp. mín. media (°C)                                                                                             | -7.6 | -7.6 | -3.8 | -0.7 | 4.6 | 9.7 | 13.4 | 12.4 | 7.7 | 1.1 | -4.1 | -7.7 | 1.4 |
| Temp. mín. abs. (°C)                                                                                              | -38.9 | -36.7 | -29.4 | -22.2 | -13.3 | -3.9 | 0.6 | -3.9 | -13.3 | -20.6 | -29.4 | -33.3 | -38.9 |
| Precipitación total (mm)                                                                                          | 8.9 | 13.2 | 24.4 | 45.5 | 62 | 54.9 | 53.6 | 38.6 | 37.3 | 25.4 | 15.5 | 12.2 | 391.4 |
| Nevadas (cm) | 16 | 22.9 | 24.6 | 28.7 | 8.6 | 0 | 0 | 0 | 2.5 | 15 | 19.1 | 22.4 | 159.8 |
| Días de precipitaciones (≥ 0.2 mm)                                                                                | 5.1 | 6.9 | 7.9 | 10.6 | 12.9 | 10.7 | 10.5 | 10.3 | 7.3 | 7.1 | 6.2 | 6.0 | 101.5 |
| Días de nevadas (≥ 0.2 cm)                                                                                        | 5.9 | 7.3 | 6.8 | 6.8 | 1.9 | 0.1 | 0.0 | 0.0 | 0.5 | 3.2 | 5.8 | 6.7 | 45.0 |
| Horas de sol | 190.7 | 202.6 | 253.1 | 271.9 | 291.9 | 303.2 | 317.5 | 297.4 | 262.3 | 237.0 | 178.8 | 175.4 | 2981.8 |
| Humedad relativa (%)                                                                                              | 52.5 | 54.6 | 56.1 | 54.3 | 55.8 | 53.5 | 51.3 | 51.4 | 51.5 | 50.0 | 53.6 | 54.0 | 53.2 |
| Fuente: NOAA (humedad y horas de sol 1961−1990)                                                                   | | | | | | | | | | | | | |

## Galería

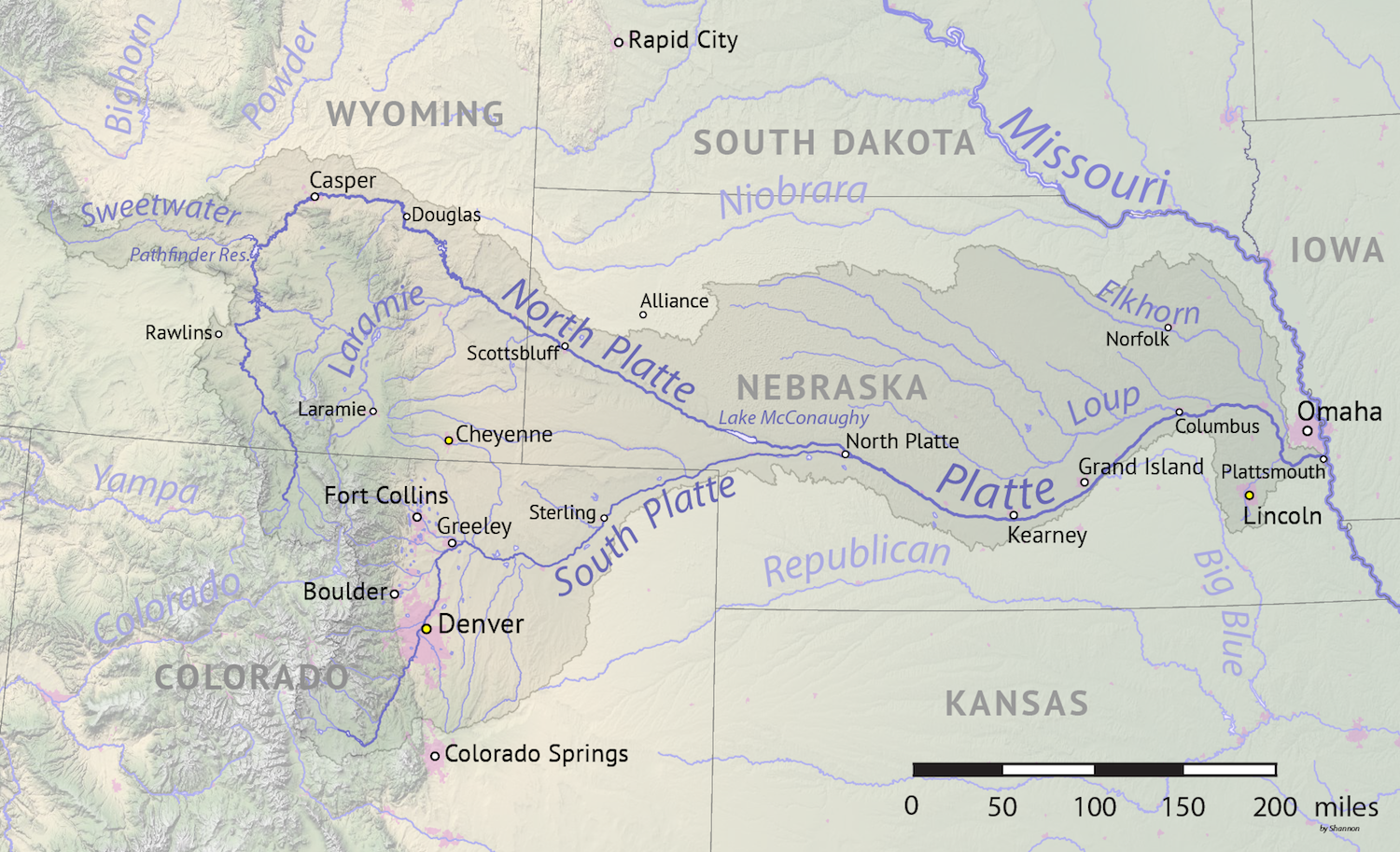
Cheyenne en un mapa del río Platte
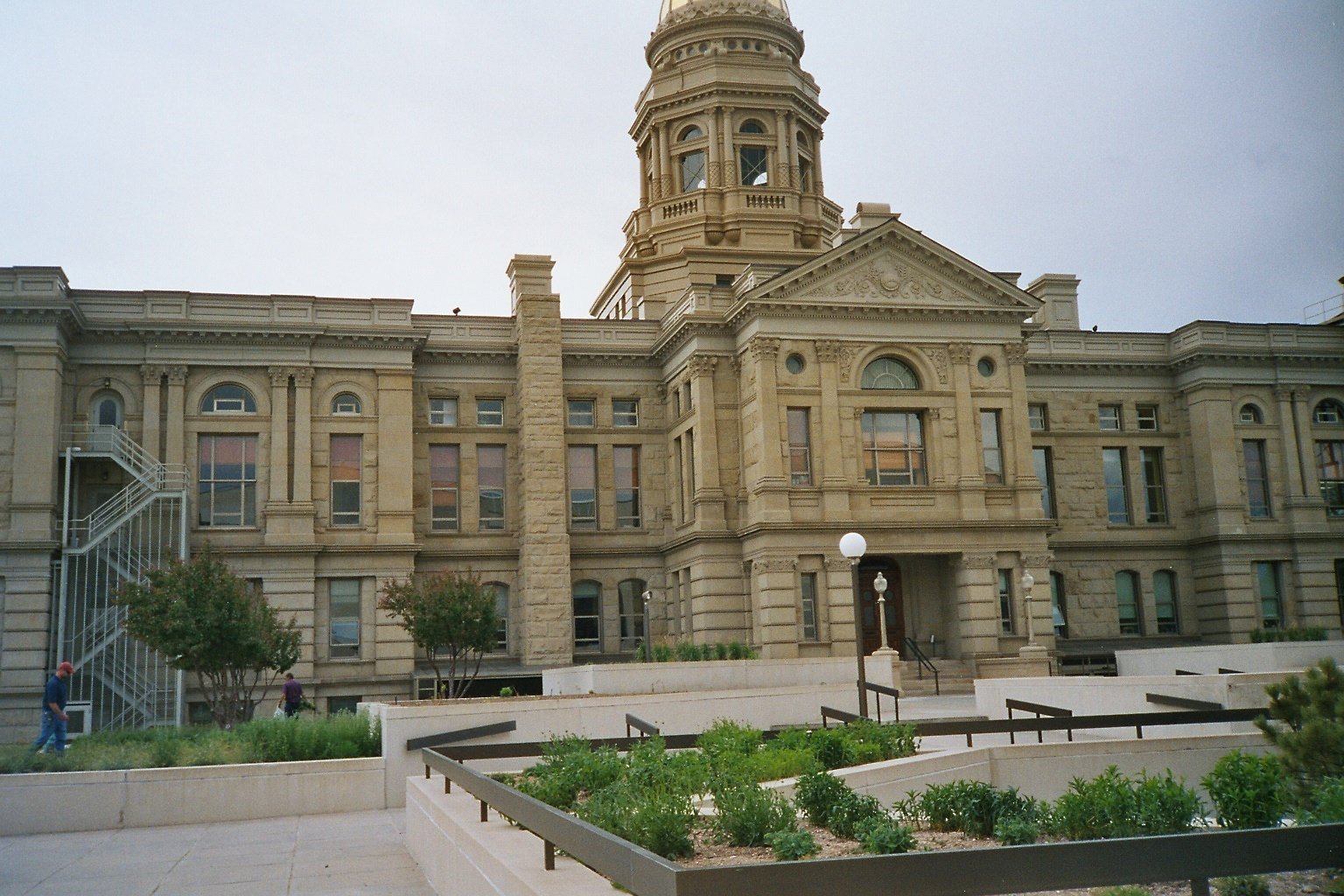
Capitolio de Wyoming en Cheyenne
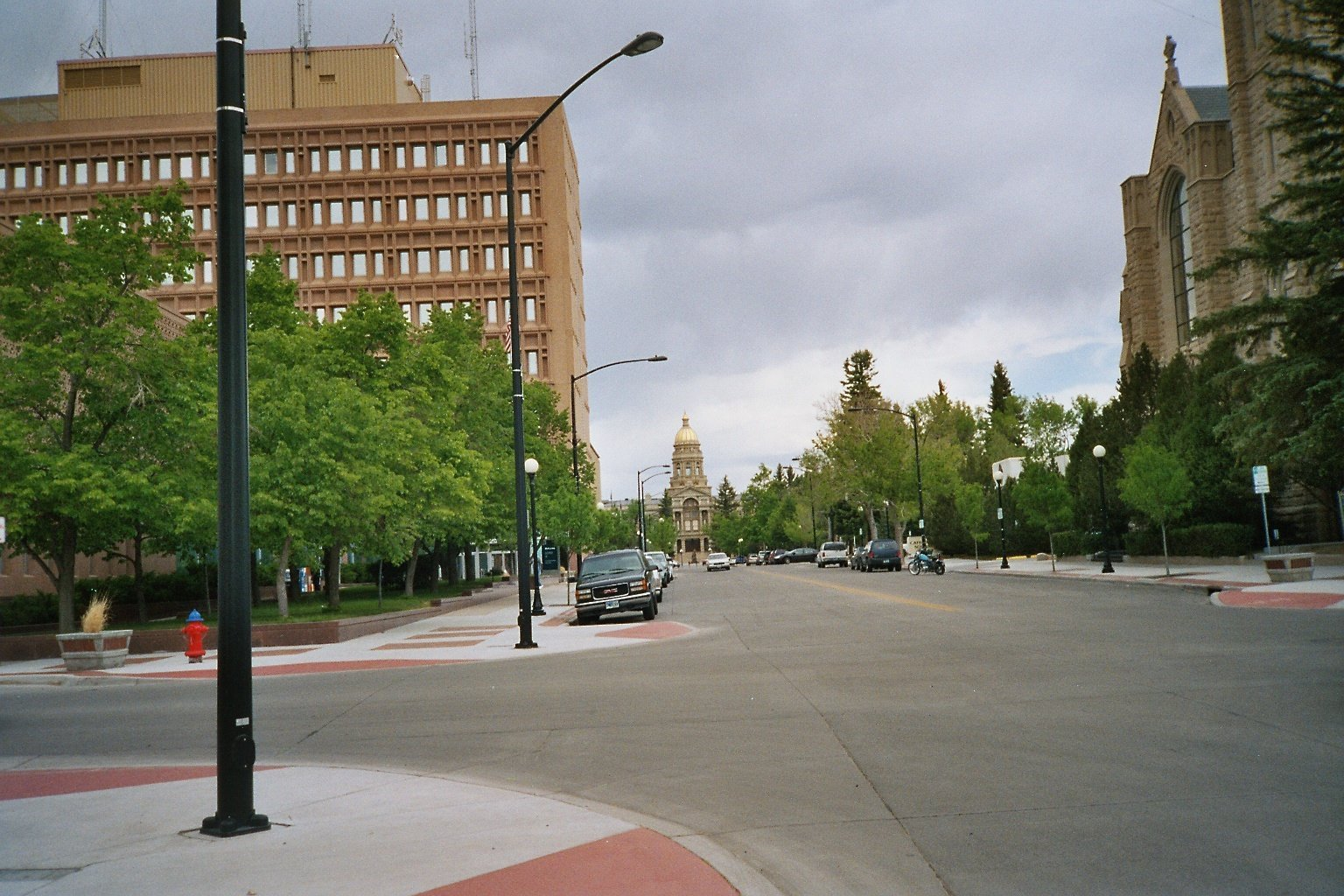
Avenida Capitol
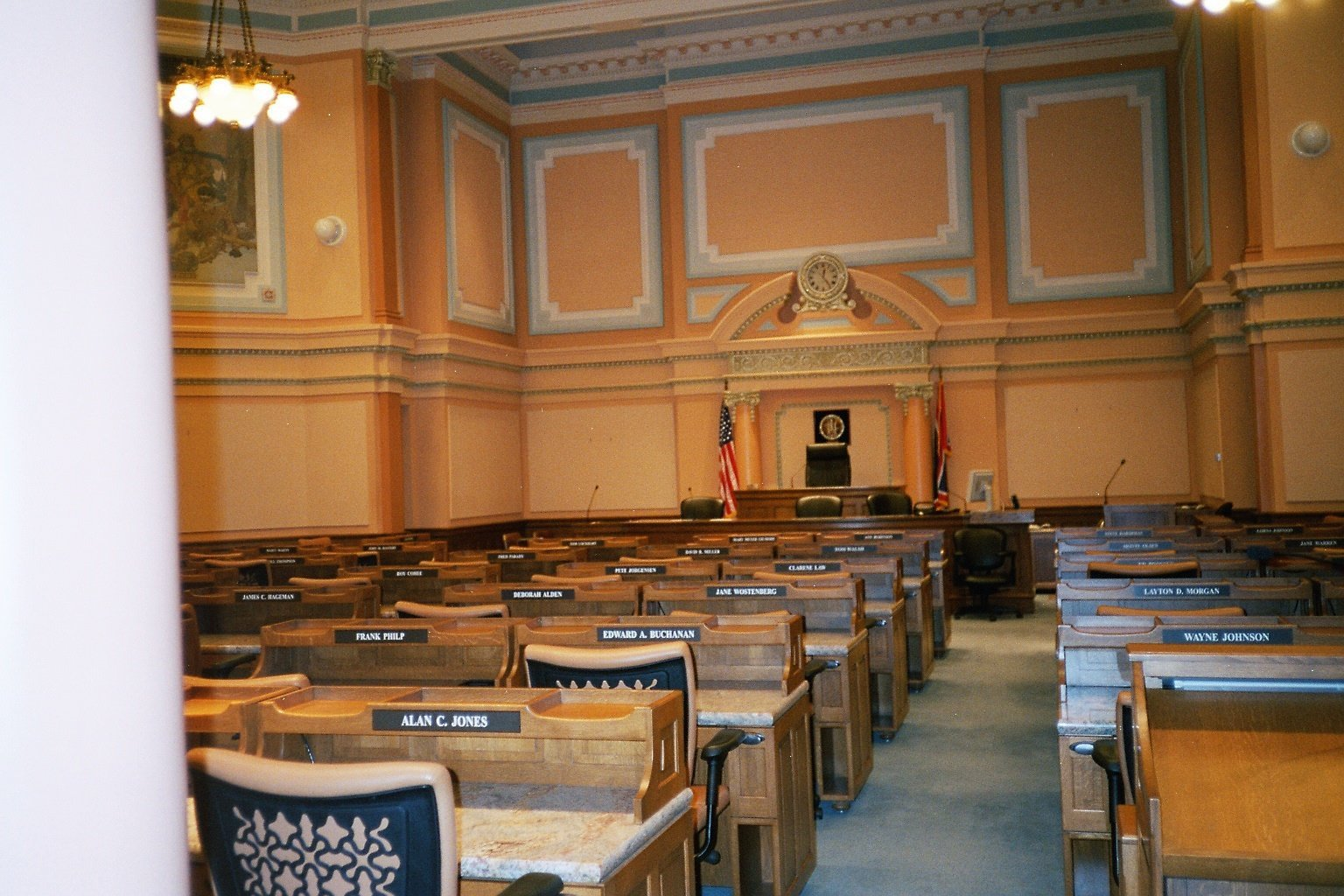
Sala de conferencias

## Ciudades hermanas
- Lompoc, California
- Bismarck, Dakota del Norte
- Waimea, Hawái
- Taichung, Taiwán
- Lourdes, Francia
- Hammam Sousse, Túnez
- Vouzela, Portugal